# 塘豹站
塘豹站是位于湖南通道侗族自治县县溪镇棉花坪村的一个铁路车站，有焦柳铁路经过该站。车站由中国铁路广州局集团怀化车务段管理，现办理客运业务，每天有来往怀化的7269/7270次普通旅客慢车在该站始发终到；不办理货运业务，是四等站。
车站建于1978年，1983年开站运营。2022年5月车站对站台和候车室进行改造工程，在站台上新建一座风雨候车亭，命名为“候车亭”，于2023年1月投入使用。